# Flyttkedja
En flyttkedja uppstår när man bygger nya bostäder och de som flyttar in i denna lämnar en annan bostad efter sig, där någon annan kan flytta in. Det finns beräkningar som gör gällande att en flyttkedja i genomsnitt leder till att 2,1 hushåll rör på sig,[källa behövs] men ibland kan flyttkedjan pågå i många fler led.

## Flyttkedjor i byggdebatten i Sverige
I Sverige har flyttkedjor förekommit i diskussioner om vilka bostadstyper som är lämpliga att bygga på orter med bostadsbrist, och hur bostadsbristen för unga och ekonomiskt svaga grupper kan åtgärdas. Nyproducerade bostäder har en hyra som i genomsnitt är 50% högre än en redan befintlig lägenhet i motsvarande storlek och läge, så därför är efterfrågan på nyproducerade bostäder inte så hög bland låginkomsttagare och unga. Men dessa grupper sägs i alla fall gynnas av flyttkedjan när dyrare bostäder byggs, eftersom det längre ner i kedjan frigörs billigare bostäder. Sett till en viss orts eller kommuns bostadsmarknad, bryts flyttkedjan dock ifall de som flyttar in kommer från en annan ort eller kommun. Det är dock ofta så att det enda sättet att komma in på bostadsmarknaden om man vill flytta från sin egen kommun (särskilt om man vill flytta till en större) är att skaffa en nyproducerad bostad - och i såna lägen så blir det alltså ingen flyttkedja inom kommunen. En del debattörer hävdar därför att flyttkedjornas effekt överdrivs, och att bostadsbristen bör åtgärdas genom byggande specifikt för de grupper som har bostadsbrist.